# روبن بينيت
روبن بينيت (بالإنجليزية: Reuben Bennett)‏ (ديسمبر 1913 - ديسمبر 1989)، كان حارس مرمى إسكتلندي محترف لعب لأندية هال سيتي وكوين أوف ساوث ودندي وإلغين سيتي. لاحقاً درب نادي أير يونايتد وأحد أعضاء طاقم التدريب المؤسس لغرفة الأحذية في نادي ليفربول.